# Институт сварки
Институт электросварки (The Welding Institute) является научно-технической организацией, специализирующей на сварке.
Штаб-квартира института находится в шести милях к югу от Кембридж, Кембриджшир, Англия. Институт имеет свои представительства по всей Великобритании и по всему миру. TWI работает во отраслях промышленности и в сферах производства, где используется сварка.
Услуги TWI включают консалтинг, технические консультации, исследования для промышленных компаний. Он также предлагает обучение и услуги в области неразрушающего контроля и сварки.
В институте работает более 800 сотрудников, он охватывает более 700 промышленных компаний в 80 странах. Институт сварки образован в 1922 году как профессиональный институт. Позже была создана Британская исследовательская ассоциация сварки (BWRA).
В институте в 1991 году была изобретена сварка трением.

### Филиалы

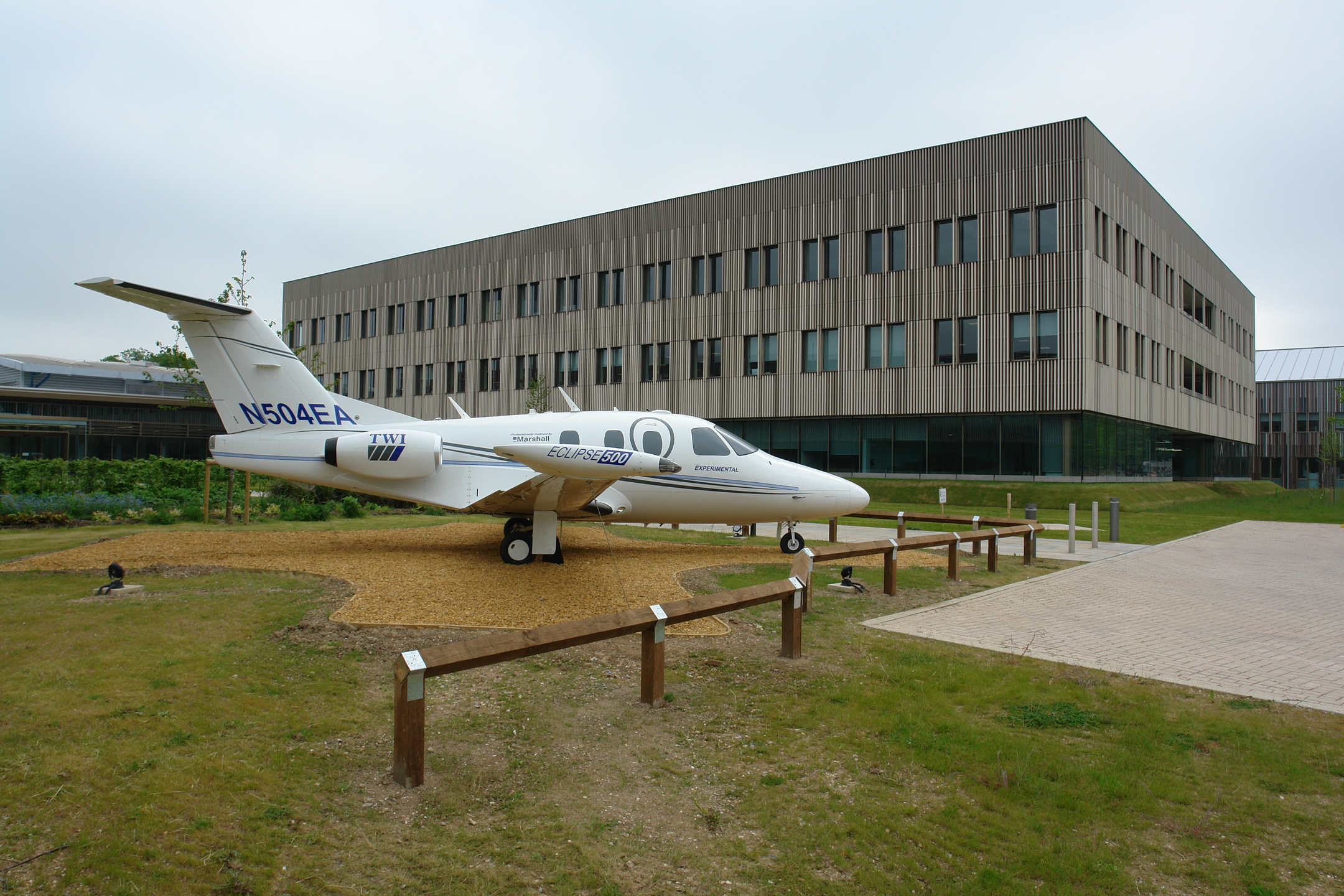
Новый конференц-центрTWI в Grant парке

Организация имеет филиалы в Австралии, Бахрейне, Канаде, Китае, Индии, Индонезии, Малайзии, Пакистане, Таиланде, Турции, Объединенных Арабских Эмиратах и Северной Америке.

## История
Институт сварки создан на основе сварочного общества из 20 человек, которые было организовано в 1922 году. Дата регистрации общества — 15 февраля 1923 года. Постепенно институт расширился до 600 человек с доходом в £800 в год.

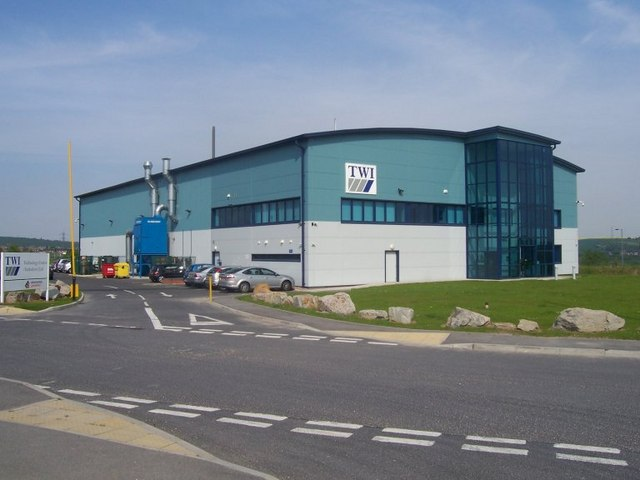
Центр сварочных технологий института в Catcliffe

В апреле 1934 года Институт слился с британским Консультативным советом по сварке с образованием новой организации — Институт сварки.  С момента своего создания институт не имел своих лабораторий и работал в основном в университетах Великобритании.
В конце 1940-х годов институт получил статус научно-исследовательского объединения. 
С 2008 года организация открыла офисы в Великобритании (Мидлсбро, порт-Толбот, в Северной Америке, в Китае, в Юго-Восточной Азии, в Индии и на Ближнем Востоке. В 2012 году был открыт исследовательский центр (NSIRC) для последипломного образования.

## Примечание
1. ↑  Thomas, WM; Nicholas, ED; Needham, JC; Murch, MG; Temple-Smith, P; Dawes, CJ.: Friction-stir butt welding, GB Patent No. 9125978.8, International patent application No. PCT/GB92/02203, (1991)